# Вирџина
Вирџина (алб. burrnesha; бошњ. tobelija) је културна пракса где женско дете, на захтев родитеља или шире заједнице, преузима улогу мушкарца, заветујући се на целибат. Ова пракса је најчешћа у патријархалној северној Албанији, на Косову и у Црној Гори, где су бурнеше признате племенским законом Канун, али постоји, или је постојала, у мањој мери, и у другим деловима западног Балкана, укључујући Босну, Далмацију, Србију и Северну Македонију.
У временима када су жене имале прописану улогу, бурнеше или вирџине су се одрекле својих постојећих сексуалних, репродуктивних и друштвених идентитета како би стекле исте слободе као и мушкарци. Могле су се облачити као мушкарци, бити главе домаћинства, слободно се кретати у друштвеним ситуацијама и имати послове који су традиционално били доступни само мушкарцима.
„Табу“ часописа „National Geographic“ проценио је 2002. године да је остало мање од 102 албанских вирџина. Двадесет година касније, тај број процењен је на 12.

## Научно гледиште
У различитим крајевима, као и у стручној и популарној литератури, јавља се неколико различитих назива за ову појаву. Поред термина вирџина (алб. virgjinéshë), често се користе и називи тобелија (тур. tobe – завет), остајница, или, једноставно, заветована девојка.
Географски, појава вирџина лоцирана је првенствено на простору Црне Горе, Косова, Метохије и северне Албаније, тј. у областима где су се најдуже одржали патријархални начин живота и родовско-племенска организација друштва (у неким деловима Далмације такође је усвојен овај обичај). Етнички, реч је о словенском (тј. српском и црногорском) становништву с једне стране и албанском становништву с друге (неки аутори укључују и Турке и Роме). Што се тиче верске припадности, појава је заступљена код припадника све три религије присутне на овом простору, код православаца, католика и муслимана.
Мишљења научника о томе када је установљена пракса вирџина разликују се. Неки сматрају да порекло ове појаве сеже до праисторије, док други верују да је реч о нововековном феномену. Етнолог Предраг Шарчевић сматра да је појава вирџина плод транзиције из родовског у грађанско друштво, која се, нарочито у Црној Гори, може пратити већ од краја 18. и почетка 19. века. Према тврдњама професорке антропологије и етнологије на Универзитету Црне Горе Лидији Вујачић, први писани трагови о овој теми јављају се у деветнаестом веку.
Занимљива су и истраживања холандског антрополога Ренеа Гремоа, који се посебно бавио питањем сексуалности и полног идентитета вирџина. Покушавајући да овај феномен сагледа у широј антрополошкој перспективи, уз строго методолошко поштовање социјалног, културног и историјског контекста, он истиче да је социјални, а тиме и полни статус вирџина у балканској традиционалној култури, веома неодређен - да су разлике, од случаја до случаја, изузетно велике и да не постоји дефинитивно уобличен, кохерентан и експлицитно формулисан систем правила на основу кога би се такве особе са сигурношћу могле идентификовати као припадници мушког, женског или "трећег" пола.

### Психолошки аспекти
Вирџине су, према речима проф. Вујачић, друштвено конструисане појаве, зато што се биолошки пол не може мењати, али се због чињенице шта у патријархалном амбијенту значи женско, а шта мушко дете, могао мењати родни идентитет. Милисав Поповић, писац, колумниста и једини црногорски профиличар, истиче да су вирџине заиста биле посебно уважаване од стране друштвене заједнице, али да се о њима није много причало. Имале су уважавање заједнице, њихово сажаљење, али не и очување интегритета.
С друге стране, ове девојке су се најчешће саживљавале са својом улогом мушкараца и биле на њу поносне, у толикој мери да су неке од њих чак изгубиле и менструацију већ после неколико месеци. Гледано из садашње перспективе, ова појава делује сурово међутим, њима није било ништа горе ни боље него већини особа из тог миљеа, у било којој улози да се налазе. Чињеница је и да су у тим друштвима, у којима се на жене гледало као на „вреће за ношење ствари”, вирџине уживале практично исто поштовање и права као мушкарци. Етнолог Предраг Шарчевић тврди да већина ових жена не испољава жаљење због ситуације у којој су се нашле, већ су уверене да исправно поступају, обзиром да улогу која им је додељена виде као најбољи начин да помогну ближњима. У историјској грађи постоји забележен само један случај да је девојка одбила да преузме улогу мушкарца, али научници који проучавају ову тему верују да их је морало бити више.
| Феномен вирџина проучавао је и чувени лекар Милан Јовановић Батут на примеру Микаша Караџића, познате црногорске вирџине из племена Дробњака, за коју се говорило да је „чудо у свијет”. Његов запис из 1885. године може помоћи да се стекне шира слика о вирџинама: Микаш је рођен око 1865. године као Милица. Како јој је отац погинуо пре њеног рођења, не оставивши за собом мушког потомка, његова очајна удовица дете је одмах прекрстила у Микаша и одгајила га као дечака, а „дијете на то научи, па послије и неће друкче. С ђетићи је у игри, с ђетићи је за бравима, и нико не смије споменути, да то није ђетић. Кад јој се и другови опасали пасом и оружјем, не хоће ни она мимо њих”. Већ у то време Микаша је заједница поштовала као правог мушкарца, мада их је његов идентитет збуњивао: "И јес' и није, па то је најгрђе!" Сам Микаш сматрао би највећом увредом да га неко назове женом. Дуги низ година живео је сам на породичном огњишту и у државним књигама био је уписан као домаћин. Имао је сва права која имају мушкарци, укључујући и право гласа. Када је умро, сахрањен је, по одобрењу свештеника, у мушкој одећи. |

### Типови вирџина
Постоје многи покушаји класификације типова вирџина, а до сада најобухватнију (мада не и потпуно тачну) типологију познатих случајева понудила је др Љиљана Гавриловић. Према овој ауторки, њихов заједнички именитељ је чин заветовања на живот у целибату, на основу којег долази до промене њиховог социјалног, а у појединим случајевима и полног статуса. Завет може бити привремен или доживотан, а у зависности од врсте завета јављају се и различити типови вирџина:
- Први тип чине девојке које се одричу права на удају и постају вирџине због недостатка одраслих мушкараца, за време док не стаса неко од млађих мушких чланова породице. Такав завет се обично не даје јавно, већ девојка својевољно шиша косу и облачи неки део мушке одеће, обавештавајући на тај начин заједницу о свом новом статусу. За време трајања завета она стиче ограничену правну и пословну способност; на пример, има право да присуствује племенским скупштинама, али без права гласа. Касније се ове девојке могу и удати, што се у пракси готово никад не догађа.
- У други тип спадају девојке које се привремено заветују на живот у целибату зато што се мушки чланови њихове породице налазе под претњом крвне освете, услед чега су принуђени да остану у кућном притвору и не могу да обављају своје уобичајене активности. Прешавши у статус вирџине такве девојке могу да се баве и искључиво „мушким” пословима, а по истеку завета могу да ступе у брак.
- Трећи тип представља већ вид трајног одрицања од права на удају и тиче се албанских девојака које се заветују на целибат да би раскинуле веридбу. Раскидање веридбе је, уколико захтев долази са женске стране, у традиционалној култури Албанаца легитиман повод за крвну освету. Завет се у овом случају даје јавно, након чега вирџина готово по правилу преузима мушку полну улогу у породици и друштву и социјални идентитет мушкарца. У случају да прекрши завет и уда се за другог мушкарца, породица бившег вереника има право на крвну освету.
- Четврти тип је нарочито интересантан, јер се не односи на девице већ на разведене жене које се заветују да се више неће удавати; завет се даје у кругу двеју породица и нема јавни карактер, али у случају да се таква особа поново уда, породица бившег мужа има право на крвну освету. Оне шишају косу али не мењају име и обично не носе мушку одећу. Крећу се у женском миљеу и обављају углавном женске послове, али им је дозвољено да се друже и са мушкарцима.
- Пети тип чине девојке које се заветују на целибат и преузимају улогу и идентитет мушкарца зато што у породици нема мушке деце. Многе вирџине које припадају овом типу проглашене су за "сина" одмах по рођењу и од малих ногу су васпитаване као дечаци. Ни у овом случају завет се не даје јавно; штавише, биолошки пол таквих особа може остати потпуна тајна за њихову околину. У јавном и приватном обичајном праву оне поседују све мушке повластице.[5]

## Вирџине данас
Овај обичај почетком 21. века још опстаје у Албанији, где још живи пар десетина вирџина, али је изумро у Далмацији, а смрћу последње црногорске вирџине прошло му је време и у Црној Гори. За последњих 200 година забележено је нешто више од 150 оваквих случајева.
Социолог културе, проф. др Ратко Божовић сматра да присуство ове појаве и почетком 21. века обзнањује образац доминације мушког принципа. Менталитетски трагови и остаци традицијских образаца свакако су присутни и даље у виду доминације мушког наследника и абортусима када се очекује женско дете.
О вирџинама има мало писане грађе чак и данас. Мали број записаних студија о црногорским „вирџинама“ писац Милисав Поповић објашњава на себи близак начин: „То је оно присуство опачине - вазда смо се као народ плашили да нешто што се запише може донијети проклетство. Мислим да је слична прича што се тиче обичаја и саме 'вирџине'. Имамо проблем да записујемо ствари, од страха вјероватно - да нам неко не сазна колико смо рогати били. Баш смо се плашили пера“.

### Последња црногорска вирџина
Последња црногорска вирџина била је Стана Церовић. Рођена је 1936. године у селу поред Шавника (северна Црна Гора), као најмлађе дете у породици с пет девојчица и двојицом дечака. Њена браћа умрла су још у детињству, а Стана је, још као дете, обећала оцу да се никад неће удати и да ће бринути о породици. Целог живота дружила се са мушкарцима. Почела је да пуши у петој години, а да ради с оцем у пољу у седмој. Отац ју је научио и да пуца. Себе је сматрала мушкарцем, а њене сестре су је третирале као брата. Стана се никад није облачила у женску одећу. Традиционално „женске послове” у породици радиле су њене сестре, док је она била „мушко у кући”. Стана је говорила како никад није зажалила због своје одлуке и желела је да је на породичном гробљу обележе као јединог преживелог сина њеног оца. У осамдесетој години живота остала је сама, у тешком материјалном положају. Телевизијска репортажа о Станином животу била је врло гледана у Црној Гори. Локалне власти су јој омогућиле боравак у старачки дом у Рисну.
Умрла је 1. августа 2016. године у Рисну. Сахрањена је у селу Тушиње поред Шавника.

## Културни утицај
Шира јавност сазнала је за овај феномен 1991. године, када је српски режисер Срђан Карановић снимио филм Вирџина.
Албанска списатељица Елвира Донес објавила је 2007. године роман “Sworn Virgin”, чија радња прати живот жене вирџине која, уз помоћ сестре, успева да се повеже са својим женским идентитетом изгубљеним у заклетви.
Године 2015. италијанска редитељка Лаура Биспури снимила је филм на основу књиге “Sworn Virgin”, Елвире Донес.